# ジョン・フランクリン・バーディン
ジョン・フランクリン・バーディン（John Franklin Bardin、1916年11月30日 - 1981年7月9日）は、アメリカ合衆国の推理作家。オハイオ州シンシナティ生まれ。

## 生い立ち
オハイオ州シンシナティで生まれ育つ。父親は石炭の商人、母親は事務員で、決して裕福とはいえない家庭で育った。10代の内に姉が敗血症で、父親が冠状動脈の病気で亡くなるなど、近親者が次々と病死し、辛い幼少時代を過ごした。ウォルナット高校を卒業したバーディンはシンシナティ大学に入学し工学を学ぶも、生計を保つために1年で退学を余儀なくされる。昼間はローラースケートリンクでもぎり兼用心棒として、夜は書店員として働きながら独学で知識を身に付けた。母親はその時期統合失調症を患っていたが、その経験は第3長編『悪魔に食われろ青尾蠅』で生かされている。30代になる前までに、バルブ鋳造工場の工員、銀行の広報部、広告会社の制作部、国内で広告事業を展開した企業家・バロン・コリアーの元でフリーランスの市場調査員など職を転々とした。
1943年、ニューヨークのグリニッジ・ヴィレッジへ引っ越した彼は、広告会社「エドウィン・バード・ウィルソン」で働き始める。1946年から1948年にかけて後年に彼の代表作となる小説3作『死を呼ぶペルシュロン』 (The Deadly Percheron) 、『殺意のシナリオ』 (The Last of Philip Banter) 、『悪魔に食われろ青尾蠅』 (Devil Take the Blue-Tail Fly) を書き上げるも、『悪魔に〜』はアメリカ本国では1960年代に入るまで出版されないなどの憂き目を見たが、彼は生涯で10作の小説を執筆したほか、週刊誌『ネイション』に他の作家の書評を書くなどしていた。
エドウィン・バード・ウィルソンで副社長の地位まで出世した彼は1963年に同社を退職する。その約2年前から兼業していたニューヨークのニュースクール（大学）で広告・ジャーナリズム・クリエイティブ・ライティングの教師を1966年まで続けた。また、黒人大学基金 (United Negro College Fund) の広報ディレクターを務めたほか、ユダヤ人協会の会報誌にも寄稿した。その後は1972年まで大衆誌『コロネット』の編集者を務めた。
1972年にシカゴへ越し、アメリカ医師会やアメリカ法曹協会の雑誌の編集長を約3年間務めた後、ニューヨークへ戻り、1981年に亡くなるまでマンハッタンのイースト・ヴィレッジで過ごした。
バーディンの著作権は、フランクリン・C・バーディンとジュディス・A・バーディンが所有している。

## 作品リスト
- 死を呼ぶペルシュロン　The Deadly Percheron (1946)
- 殺意のシナリオ　The Last of Philip Banter (1947)
- 悪魔に食われろ青尾蠅　Devil Take the Blue-Tail Fly (1948) ※ イギリスで最初に出版された。
- The Case Against Myself (1950)
- The Burning Glass (1950)
- The Case Against Butterfly (1951)
- A Shroud For Grandmama (1951)
- So Young To Die (1953)
- Christmas Comes But Once A Year (1954)
- Purloining Tiny (1978)